# Metti, una sera a cena (album)
| Recensione | Giudizio |
| ---------- | -------- |
| AllMusic   | [ 1 ]    |

Metti, una sera a cena è un album in studio del compositore italiano Ennio Morricone, pubblicato nel 1969 e colonna sonora del film omonimo diretto da Giuseppe Patroni Griffi.

## Descrizione

### Contenuti
L'album contiene la colonna sonora del film Metti, una sera a cena, tratto dalla commedia omonima, diretto da Giuseppe Patroni Griffi e interpretato da Florinda Bolkan, Tony Musante, Jean-Louis Trintignant, Lino Capolicchio e Annie Girardot. Le musiche, composte e arrangiate da Ennio Morricone, sono interpretate dall'orchestra diretta da Bruno Nicolai. Il brano Hurry to Me, ovvero il tema Metti, una sera a cena riarrangiato, contiene inoltre un testo in inglese, scritto dallo stesso Giuseppe Patroni Griffi e cantato da I Cantori Moderni di Alessandro Alessandroni. Questo brano, inedito nell'edizione italiana del disco, è stato pubblicato come traccia bonus in edizioni successive, a partire da quella destinata al mercato britannico del 1970 ed è stato inoltre cantato in italiano da Florinda Bolkan nel 45 giri Metti, una sera a cena/Oggi te ne vai, che non fa tuttavia parte della colonna sonora ufficiale del film. Gli effetti speciali sono eseguiti dallo stesso Bruno Nicolai all'organo Thomas. Edda Dell'Orso presta la voce nei vocalizzi presenti nelle tracce Metti, una sera a cena e Uno che grida amore.

### Distribuzione
L'album è stato pubblicato dall'etichetta discografica Cinevox nel 1969 in formato LP, contenente 9 tracce. Questa versione dell'album è stata ristampata varie volte, in varie edizioni, nel corso degli anni settanta e ottanta dalla Cinevox, anche nelle collane economiche Orizzonte e Ciak. Nel 1970 la CBS ne ha pubblicato un'edizione per il mercato britannico, intitolato Love Circle (titolo della distribuzione del film in inglese), con i titoli delle tracce in inglese, un diverso ordine delle stesse e una traccia aggiuntiva, Hurry to Me, portando in tutto le tracce a 10. La Cinevox, come detto, ha ristampato l'album in LP nel 1976 nella collana in economica Orizzonte e nel 1980 nella collana in economica Ciak. In quest'occasione l'album è stato pubblicato anche in formato musicassetta.
Nel 1997 la Cinevox ha ristampato l'album nella prima edizione rimasterizzata in CD con l'aggiunta di tre tracce rispetto all'edizione originale, portando in tutto le tracce a 12. L'edizione è stata curata e distribuita dal Pick Up di Bassano del Grappa. Non è tuttavia la prima edizione in CD, dato che un'edizione in supporto digitale era già stata pubblicata in precedenza in Giappone il 21 marzo 1993 dalla Soundtrack Listeners Communications Inc., questa edizione, tuttavia, conteneva le medesime tracce dell'LP del 1969.
Nel 2006 la Cinevox realizza una nuova edizione dell'album in CD contenente 20 tracce, ovvero l'album originale, più 11 tracce bonus per lo più precedentemente inedite, compresa la versione cantata dai Sandpipers di Hurry to Me. Questa versione dell'album è stata ristampata in Giappone nel 2014 dalla Rambling Records. Nel 2015 la Cinevox realizza un'ulteriore edizione completa della colonna sonora in un CD contenente un totale di 25 tracce. A partire dal 2000 l'album è stato inoltre ristampato in vinile dalla Dagored (2000); dalla AMS (2015) e dalla Audio Clarity (2020). Queste ultime due edizioni comprendono 10 tracce in totale, poiché contengono il brano Hurry to Me come traccia bonus. L'edizione AMS è stata stampata su vinile blu, mentre l'edizione non ufficiale Audio Clarity inoltre, presenta l'insolita velocità di rotazione, per un LP, a 45 giri.

### Accoglienza
Ennio Morricone ha ricevuto un Nastro d'argento alla migliore colonna sonora per Metti, una sera a cena ai Nastri d'argento 1970. La colonna sonora ha inoltre ottenuto un Disco d'Oro.
Richie Unterberger su AllMusic definisce l'album "un po' insipido, di facile ascolto", ma sottolinea che "è quanto meno piacevole e qua e là presenta occasionali venature di eccentricità". Continua sostenendo che la maggior parte dei brani è "delicata e solare", decorata dai vocalizzi di Edda Dell'Orso. Terrazza vuota e Alla luce del giorno "suonano come musica da festa", Ric Happening è attraversato da "finti suoni ambient indiani-asiatici", mentre Nina ha "i colori di leggere ballate jazz". Conclude inoltre affermando che l'album è "più per i completisti di Morricone, che non per chi voglia raccogliere i migliori momenti della sua enorme discografia".

## Tracce

### LP 1969
Musiche di Ennio Morricone.
1. Metti, una sera a cena – 4:30
2. Sauna – 4:51
3. Terrazza vuota – 3:06
4. Alla luce del giorno – 2:01
5. Croce d'amore – 2:27
6. Uno che grida amore – 4:40
7. Ric Happening – 2:10
8. Ti prego amami – 2:04
9. Nina – 4:43

Durata totale: 30:32

### LP GB 1970
Musiche di Ennio Morricone.
1. Hurry To Me
2. Happiness is You
3. On the Terrace
4. At the Light of Day
5. The Cross of Love
6. Footsteps
7. Ric Happening
8. I Beg You to Love Me
9. Nina
10. Hurry to Me (Vocal)

### CD 1997
Musiche di Ennio Morricone.
1. Metti, una sera a cena – 4:30
2. Sauna – 4:51
3. Terrazza vuota – 3:06
4. Alla luce del giorno – 2:01
5. Croce d'amore – 2:27
6. Uno che grida amore – 4:40
7. Ric Happening – 2:10
8. Ti prego amami – 2:04
9. Nina – 4:43
10. Metti, una sera a cena (Main Titles - Alternate Version) – 1:55
11. Nina (Alternate Version) – 4:45
12. Hurry To Me (The Main Theme Song) – 4:05

Durata totale: 41:17

### CD 2006/2014
Testi e musiche di Ennio Morricone.
1. Metti, una sera a cena – 4:29
2. Sauna – 4:54
3. Terrazza vuota – 3:09
4. Alla luce del giorno – 3:04
5. Croce d'amore – 2:28
6. Uno che grida amore – 4:30
7. Ric Happening – 3:22
8. Ti prego amami – 2:18
9. Nina – 4:47
10. Metti, una sera a cena (Uncut Version) – 4:52
11. Uno che grida amore (Original Main Titles) – 2:45
12. Terrazza vuota (Film Version) – 1:42
13. Nina (Alternate Version) – 4:43
14. Uno che grida amore (Film Version) – 1:25
15. Metti, una sera a cena (Reprise) – 1:57
16. Ric Happening (Film Version) – 1:19
17. Ti prego amami (Film Version) – 2:14
18. Metti, una sera a cena (Reprise #2) – 1:26
19. The Sandpipers – Hurry To Me – 4:03
20. Radio Spot – 0:14

Durata totale: 59:41

### LP 2015/2020
Musiche di Ennio Morricone.
1. Metti, una sera a cena
2. Sauna
3. Terrazza vuota
4. Alla luce del giorno
5. Croce d'amore
6. Uno che grida amore
7. Ric Happening
8. Ti prego amami
9. Nina
10. Hurry To Me

### CD 2015
Musiche di Ennio Morricone.
1. Metti, una sera a cena – 4:31
2. Sauna – 4:56
3. Terrazza vuota – 3:10
4. Alla luce del giorno – 3:06
5. Croce d'amore – 2:30
6. Uno che grida amore – 4:32
7. Ric Happening – 3:24
8. Ti prego amami – 2:20
9. Nina – 4:48
10. Metti, una sera a cena (Uncut Version) – 4:54
11. Uno che grida amore (Original Main Titles) – 2:47
12. Terrazza vuota (Film Version) – 1:44
13. Nina (Alternate Version) – 4:45
14. Uno che grida amore (Film Version) – 1:27
15. Metti, una sera a cena (Reprise) – 1:59
16. Ric Happening (Film Version) – 1:21
17. Ti prego amami (Film Version) – 2:16
18. Metti, una sera a cena (Reprise #2) – 1:27
19. The Sandpipers – Hurry to Me – 4:04
20. Metti, una sera a cena (Radio Spot) – 3:32
21. Metti, una sera a cena (Reprise #3) – 2:22
22. Uno che grida amore (Film Version #2) – 0:47
23. Ric Happening (Film Version #2) – 3:16
24. Metti, una sera a cena (Original Main Titles Off Vocal Version) – 4:49
25. Alla luce del giorno (Instrumental Version) – 3:02

Durata totale: 77:49

## Musicisti
- Bruno Nicolai - direzione d'orchestra, organo Thomas
- Edda Dell'Orso - voce
- I Cantori Moderni di Alessandroni - cori
- Bruno Battisti D'Amario - chitarra classica, chitarra elettrica
- Alfredo Panini - pianoforte[senza fonte]

## Riconoscimenti
- 1970 - Nastro d'argento
  - Migliore colonna sonora a Ennio Morricone

## Edizioni
- 1969 - Metti, una sera a cena (Cinevox, MDF 33/16, LP, Italia)
- 1969 - Metti, una sera a cena (Cinevox, MDF 33/16, LP, Italia, seconda edizione in copertina non apribile)
- 1970 - Love Circle (CBS, S 70067, LP, Regno Unito)
- 1976 - Metti, una sera a cena (Cinevox/Orizzonte, ORL 8046, LP, Italia)
- 1976 - Metti, una sera a cena (Cinevox/Orizzonte, ORK 78046, MC, Italia)
- 1980 - Metti, una sera a cena (Cinevox/Ciak, CIA 5001, LP, Italia)
- 1980 - Metti, una sera a cena (Cinevox/Ciak, CIAK 75001, MC, Italia)
- 1993 - Metti, una sera a cena (Soundtrack Listeners Communications Inc., SLCS-7152, CD, Giappone)
- 1997 - Metti, una sera a cena (Original Motion Picture Soundtrack) (Cinevox, CD MDF 309, CD, Italia)
- 2000 - Metti, una sera a cena (Dagored, RED 122-1, LP, Italia)
- 2002 - ある夕食のテーブル = Metti, una sera a cena (Colonna sonora originale del film) (Seven Seas, KICP-843, CD, Giappone)
- 2006 - Metti, una sera a cena (Colonna sonora originale del film) (Cinevox, CD MDF 610, CD, Italia)
- 2014 - ある夕食のテーブル = Metti, una sera a cena (Colonna sonora originale del film) (Rambling Records, RBCP-2843, CD, Giappone)
- 2015 - Metti, una sera a cena (Colonna sonora originale) (AMS, AMS LP 95, LP, Italia)
- 2015 - Metti, una sera a cena (Cinevox, CD OST-PK 014, CD, Italia)
- 2020 - Metti una sera a cena (Audio Clarity, ACL 0040, LP, Russia, bootleg)

## Cover
- Nello stesso 1969 Florinda Bolkan pubblica una propria versione del tema della colonna sonora del film, ovvero Hurry to Me, ma cantata con testo in italiano, su testo di Giuseppe Patroni Griffi, con il titolo di Metti, una sera a cena, nel 45 giri omonimo pubblicato dalla Det. Tale versione non è parte della colonna sonora ufficiale del film.
- Nel 1970 Augusto Martelli esegue una versione easy listening del tema Metti, una sera a cena con lo pseudonimo Bob Mitchell nell'album  Bob Mitchell and his Sound pubblicato dalla PDU
- Nel 1970 il trio statunitense dei Sandpipers pubblicò per la A&M Records su 45 giri una nuova versione in lingua inglese, sempre con il titolo Hurry to Me. Questa versione è stata in seguito inserita in alcune ristampe su CD dell'album della colonna sonora.
- Nello stesso 1970 una versione strumentale del tema Metti, una sera a cena, interpretata al pianoforte da Patty Pravo e cantata da Nora Orlandi, con direzione d'orchestra di Paolo Ormi, viene incisa nell'album Bravo Pravo.
- Sempre nel 1970 una versione easy listening di Hurry to Me viene incisa da Roy Budd nel suo album  Roy Budd Plays his Music from "Soldier Blue".
- Lo stesso anno, una versione easy listening alla tromba di Hurry to Me, viene incisa da Guido Pistocchi nel suo album 12 motivi validi per restare a casa, pubblicato dalla CGD.
- Nel 1972 Milva incide una sua versione di Metti, una sera a cena nell'album Dedicato a Milva da Ennio Morricone, interamente composto da brani composti e riarrangiati dal maestro romano.
- Nel 1974 una versione di Metti, una sera a cena viene pubblicata da Gianni Oddi nel suo album 1, pubblicato dalla RCA Italiana.
- Nel 1990 Amii Stewart canta una versione di Hurry to Me nell'album tributo a Morricone Pearls - Amii Stewart Sings Ennio Morricone, pubblicato dalla RCA.
- Nel 1997 i Balanço pubblicano una versione bossanova di Metti, una sera a cena nel loro album Bossa&Balanço, pubblicato dalla Schema, e altre due versioni del brano (Fez Remix e Jazzanova Remix) vengono pubblicate nell'album successivo More del 1999, sempre su etichetta Schema.
- Nel 2003 Dulce Pontes dedica un intero album a Ennio Morricone, cantando il brano in lingua portoghese con il titolo Nosso Mar.
- Fabio Lepore incide il brano nell'album Pausa caffè del 2012.
- Chiara Civello incide il tema del film nel suo album Canzoni del 2014.